# Секстия Цетегила
Секстия Цетегила (на латински: Sextia Cethegilla; * прибл. 170; † сл. 238) е римска императрица, съпруга на император Пупиен. Произлиза от фамилията Секстии, клон Цетег.

## Фамилия
Секстия се омъжва за Марк Клодий Пупиен Максим († юли 238), който е римски император от април 238 г. Те имат двама сина:
- Тит Клодий Пупиен Пулхер Максим (* 195 г., суфектконсул 224 или 226 г.)

- Марк Пупиен Африкан (* 200 г., консул 236 г.).

Баба е на:
- Пупиена Секстия Павлина Цетегила
- Публий Пупиен Максим
- Луций Клодий Тиней Пупиен Бас (проконсул на Кирена 250 г.)

Прабаба е на:
- Марк Тиней Овиний Каст Пулхер (* 240)
- Марк Меций Орфит (* 245)
- Меция Проба (* 270)